# Hinako
Hinako ist ein weiblicher japanischer Vorname. 

## Namensträgerinnen
- Hinako Ashihara (1974–2024), japanische Manga-Zeichnerin
- Hinako Sugiura (1958–2005), japanische Manga-Zeichnerin
- Hinako Takanaga, japanische Manga-Zeichnerin und Illustratorin
- Hinako Tomitaka (* 2000), japanische Freestyle-Skierin